# 小行星1164
小行星1164（1164 Kobolda）是一颗围绕太阳公转的小行星。1930年3月19日，卡爾·威廉·萊茵姆特在海德堡发现了此天体。
該小行星以德國天文學家赫爾曼·科博爾命名。
这颗小行星的绝对星等为341.1312604901329等。